# Pavel Sidorenko
Pavel Sidorenko (in russo Павел Сидоренко?; Bişkek, 26 marzo 1987) è un calciatore kirghiso, centrocampista del Dordoj Biškek e della nazionale kirghisa.

## Carriera

### Club
Ha giocato nella prima divisione kirghisa.

### Nazionale
Con la nazionale kirghisa ha preso parte alla Coppa d'Asia 2019.

## Palmarès

### Club

#### Competizioni nazionali
- Vysshaja Liga (Kirghizistan): 2

Dordoi Biškek: 2018, 2019